# Unió Nacional Africana de Moçambic
Unió Nacional Africana de Moçambic (UNAM o MANU) fou un partit polític de Moçambic fundat el febrer de 1961 per la unió de petits grups dispersos, el principal dels quals la União Maconde do Norte de Moçambique e Tanganika, que tenia el suport de la KANU de Kenya i de la TANU de Tanganika. El fundador i president fou Mateus Mmole, i el secretari general M. M. Mallianga. Va establir la seva seu a Dar es Salaam. Juntament amb la Unió Nacional Africana de Moçambic Independent (UNAMI) i amb la Unió Democràtica Nacional de Moçambic (UDENAMO), donà origen al Frente de Libertação de Moçambique (FRELIMO) en 25 de juny de 1962.